# Lutherische Kirche (Valtaiķi)

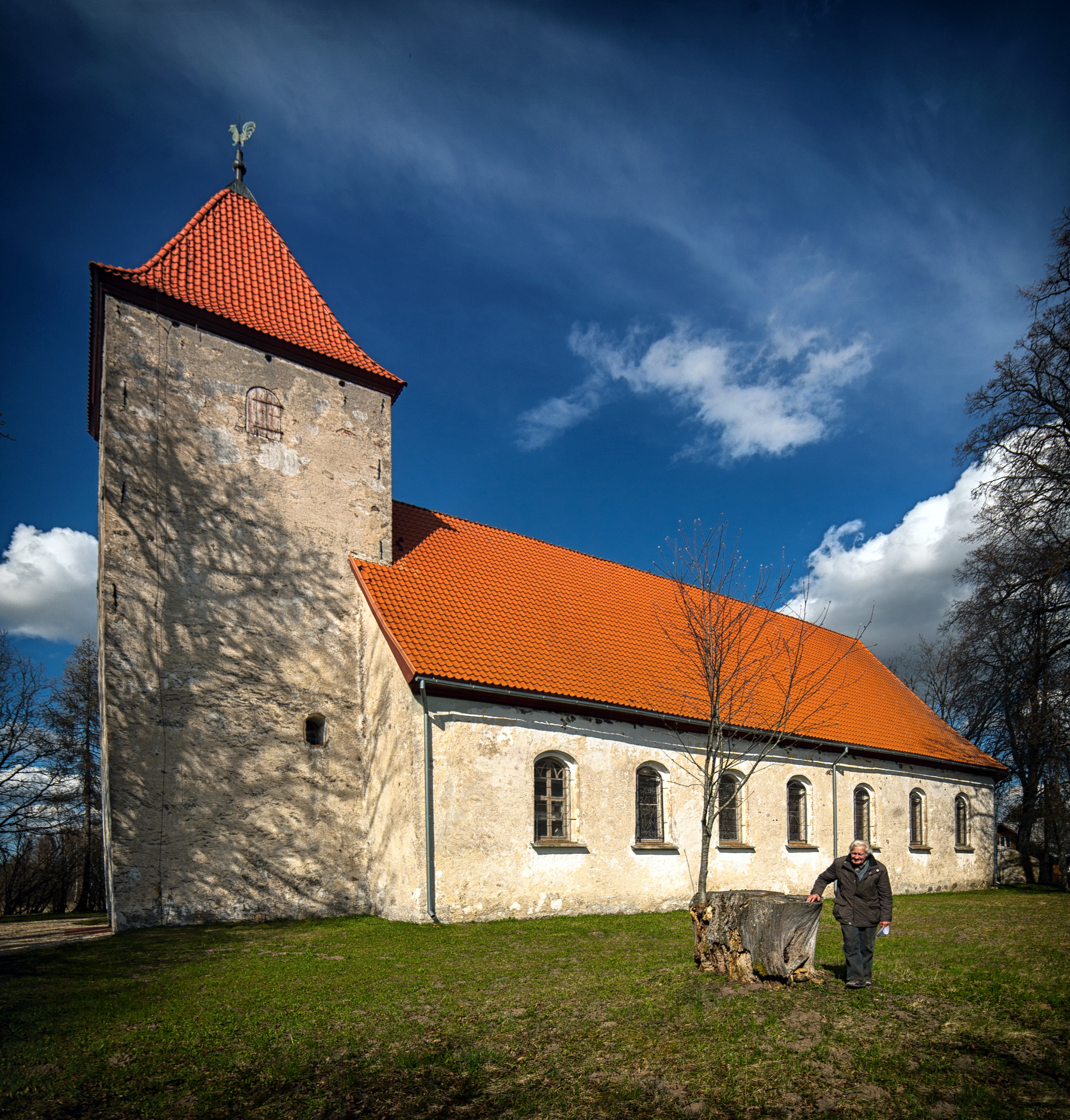
Die lutherische Kirche Valtaiķi mit dem 2002 erneuerten Dach

Die Lutherische Kirche (Valtaiķu Luterāņu baznīca) in der lettischen Ortschaft Valtaiķi (dt. Neuhausen) im Bereich der Gemeinde (pagasts) Laidi im Bezirk (novads) Kuldīga wurde 1792 im klassizistischen Stil mit Rokoko-Elementen gebaut. Sie ist vor allem wegen der wertvollen Glasmalereien ihrer 15 Fenster berühmt.

## Interieur
Altar und Kanzel aus dem Jahr 1792 wurden von dem aus Tilsit stammenden Johann Friedrich Conradt (1747–1824) gebaut. Das Altargemälde „Golgatha“ des Malers Johann Lebrecht Eggink gilt als eines der besten aus dem 19. Jahrhundert und trägt in der Signatur das Datum 1833. Die 55 sichtbaren Prospektpfeifen der Orgel sind in neun bogenförmigen Feldern untergebracht. Die erste Orgel wurde 1792 von A. Martin gebaut. Die heutige Orgel von Carl Büttner stammt aus dem Jahr 1855. Der Turm enthält zwei stählerne Glocken aus dem Jahr 2007 mit 113 und 87 cm Durchmesser.

## Historische Vorgänger
Bereits Ende des 13. Jahrhunderts existierte beim Schloss Neuhausen (Valtaiķu pils) wie bei allen Schlössern der Ordenszeit eine Kapelle mit eigenen Geistlichen. Zu Pfingsten 1533 belehnte Bischof Hermann den Johann Blomberg außer vier anderen Stücken Landes auch mit dem Land bei der St. Antonius-Kapelle zu Neuhausen. Das Kirchspiel Neuhausen soll aber erst vom Bischof Magnus gegründet worden sein. Über die frühen Kirchenbauten ist nicht viel bekannt. Eine Kirchenvisitation aus dem Jahr 1736 belegt, dass die Kirche in gutem Zustand war: Sakristei, ein mit Schindeln gedeckter Turm und in der Nähe die zum Verkauf stehende provisorische Übergangs-Kirche. Aus dieser Notiz kann gefolgert werden, dass die alte Kirche baufällig gewesen war. Andere Quellen bestätigen, dass der Turm der hölzernen Vorgängerkirche zur Zeit der Pestepidemie 1710 einstürzte. Die hölzerne Kirche von 1736 wurde während der Amtszeit des Pastors Dietrich Christian Wölffer durch finanzielle Unterstützung des Gutsbesitzers Wilhelm Friedrich von den Brincken (1684–1752) erstellt. 1753 wurde der Kirchenstifter und Kirchenvorstand von den Brincken in der Gruft der Kirche beigesetzt. In den folgenden Jahren gab es keine größeren Änderungen am Kirchenbau. 1792 entstand dann die heutige steinerne Kirche. Der alte Altar, die Kanzel und die Galerie aus dem Jahr 1695 wurden durch neue Exemplare ersetzt. In den folgenden Jahren wurde die Kirche vom Gut der Familie Manteuffel aus den 5 km entfernten Katzdangen unterhalten.
Über die frühen Pastoren ist Folgendes überliefert:
| von  | bis  | Name                                     |
| ---- | ---- | ---------------------------------------- |
| 1568 | 1580 | Nikolaus Wasserhuhn                      |
| um   | 1622 | Dietrich Cornelius                       |
| nach | 1622 | Besser                                   |
| 1639 | 1660 | Samuel Rhanäus I.                        |
| um   | 1657 | Adjunkt: Jacob Elverfeld                 |
| 1660 | 1697 | Arnold Grupenius I.                      |
| 1688 | 1697 | Adjunkt: Ernst Dietrich Grupenius        |
| 1697 | 1702 | Ernst Dietrich Grupenius                 |
| 1703 | 1711 | Michael Rhode                            |
| 1711 | 1721 | Georg Friedrich Wagner                   |
| 1722 | 1734 | Michael Crispini                         |
| 1735 | 1760 | Dietrich Christian Wölffer               |
| 1760 | 1766 | Jakob Preiß                              |
| 1766 | 1772 | Georg Wilhelm Fabricius                  |
| 1773 | 1791 | Abraham Georg Mittelpfort                |
| 1791 | 1850 | Traugott Ephraim Friedrich Katterfeld    |
| 1820 | 1850 | Adjunkt: Dr. Johann Friedrich Katterfeld |
| 1850 | 1869 | Dr. Johann Friedrich Katterfeld          |
| 1869 | 1883 | Johann Robert Julius Weide               |
| 1883 | 1884 | Friedrich Karl van Beuningen             |
| 1884 | 1887 | Dr. Fedor Johann Ernst Schmidt           |
| 1888 | 1900 | Johann Theodor Kersten                   |
| 1899 | 1900 | Adjunkt: Karl Jeannot Otto Goldberg      |
| 1900 | 1910 | Hermann Walter v. Gavel                  |
| 1911 | 1924 | Konrad Schulz                            |
| 1925 | 1939 | Reinhold Freiberg                        |
| 1939 | 1942 | Olģerds Robežnieks                       |
| 1942 | ?    | Kārlis Daugulis                          |

## Ausbau im 20. Jahrhundert
Die Kirche gehörte zum Bereich des Gutes Kazdanga (Katzdangen) der Familie Manteuffel. Im Verlauf der Russischen Revolution von 1905 brannte das Schloss Katzdangen ab. Nach dem Wiederaufbau siedelte der Besitzer Carl Baron Manteuffel-Szoege etwa 2000 evangelische deutsche Kolonisten aus Wolhynien auf seinen Ländereien an. Für diese Kolonisten wurde die Kirche durch den Architekten Leon Reynier erneuert. Insbesondere erhielten die 15 Fenster neue Glasmalereien. Der Gutsbesitzer pflegte Kontakte zu dem lettischen Maler Vilhelms Purvītis, dessen Gemälde bei dem Brand verloren gegangen waren. Purvītis half bei der Gestaltung der neuen Kirchenfenster, die durch einen Münchner Meister in Italien gefertigt wurden. Die vier Fenster der Altar-Apsis enthalten allegorische Darstellungen der ritterlichen Tugenden. Die Motive im Kirchenschiff stammen aus dem Neuen Testament. Alle Fenster enthalten am unteren Rand heraldische Darstellungen mit den Wappen der Familie Manteuffel und verwandter Adelsgeschlechter.

## Glasmalereien
Die Reihenfolge der Bilder folgt dem Uhrzeigersinn von der Sakristei bis zur Kanzel:

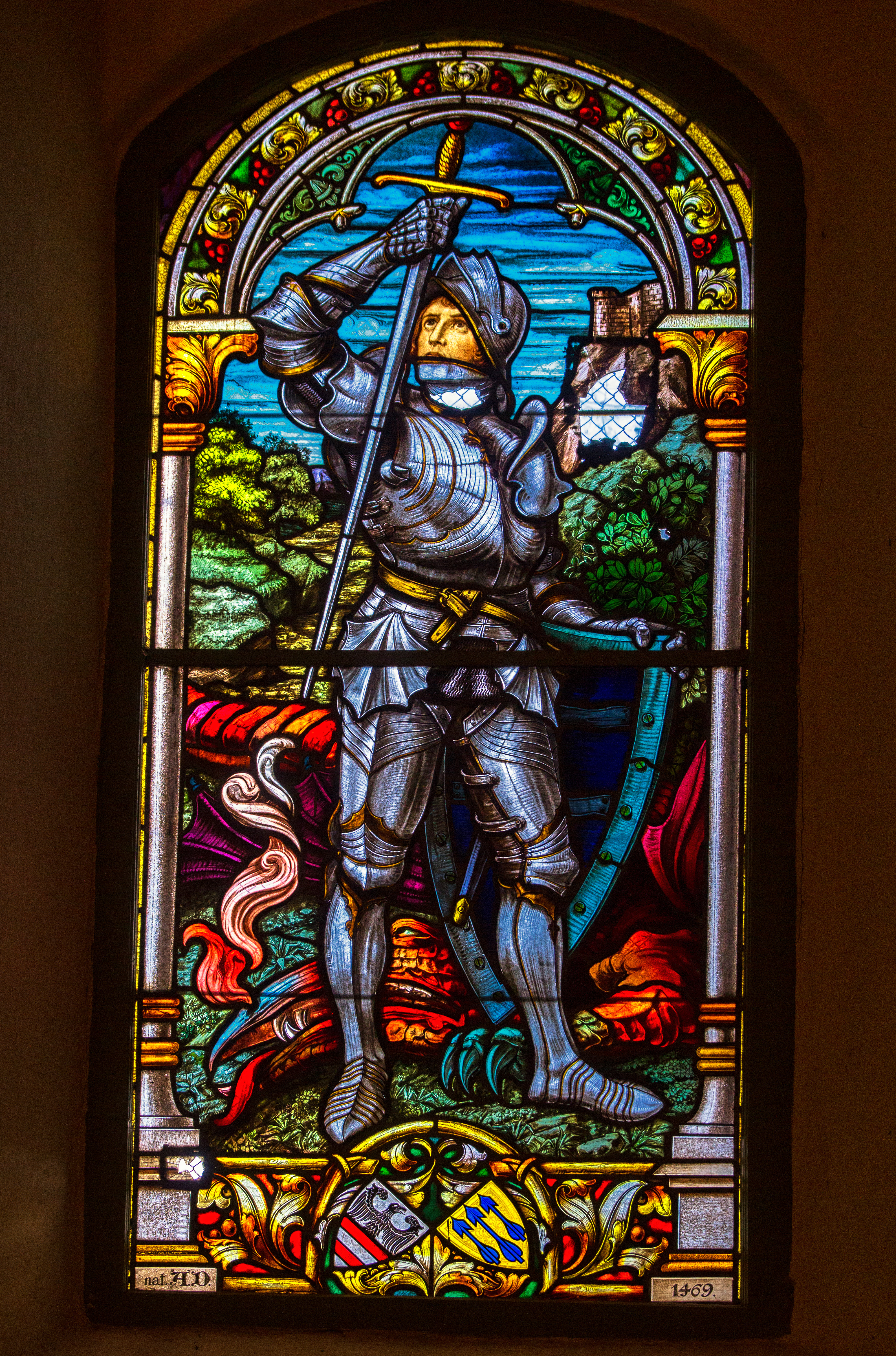
Allegorie der Tapferkeit
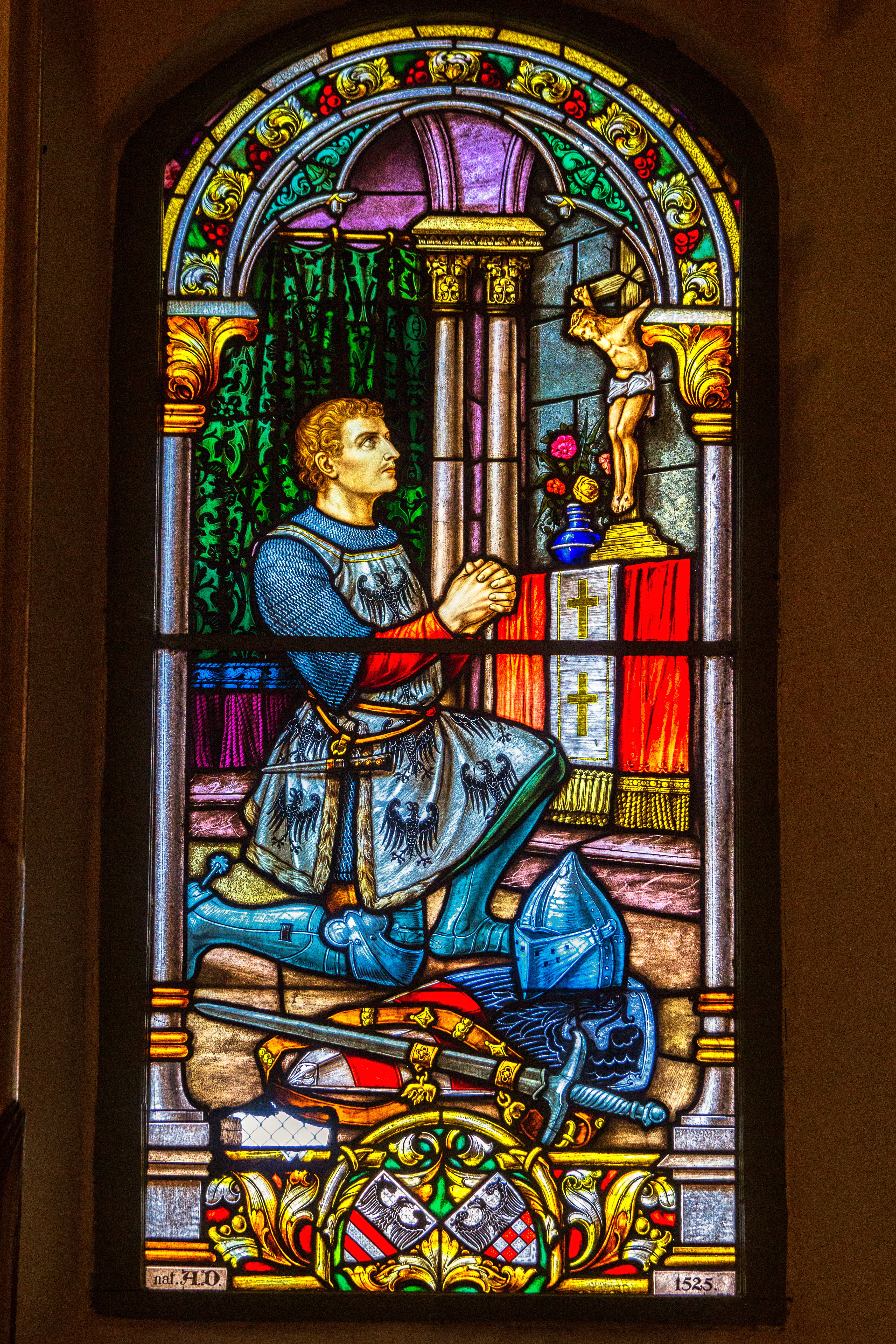
Allegorie der Frömmigkeit
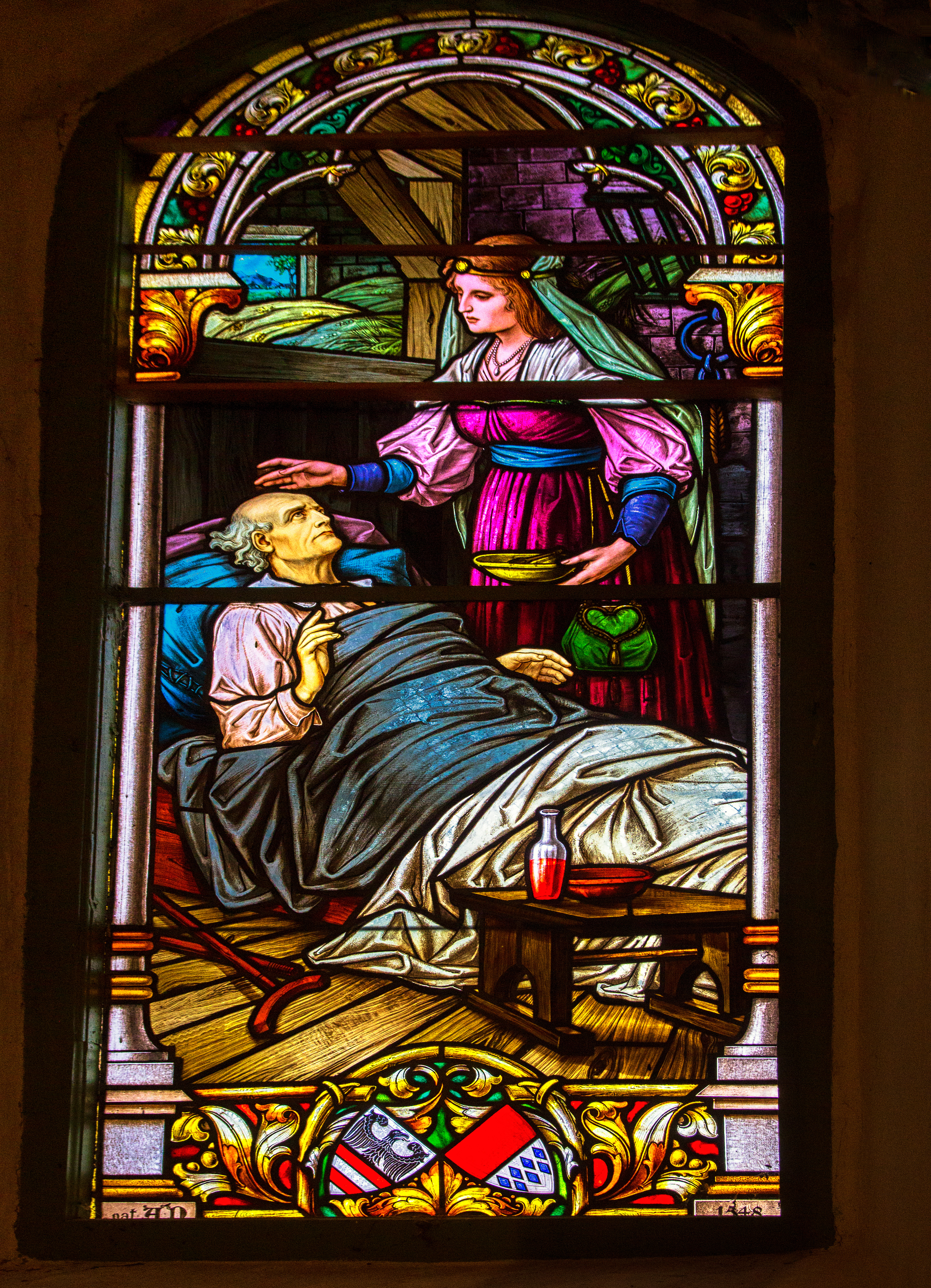
Allegorie der Barmherzigkeit
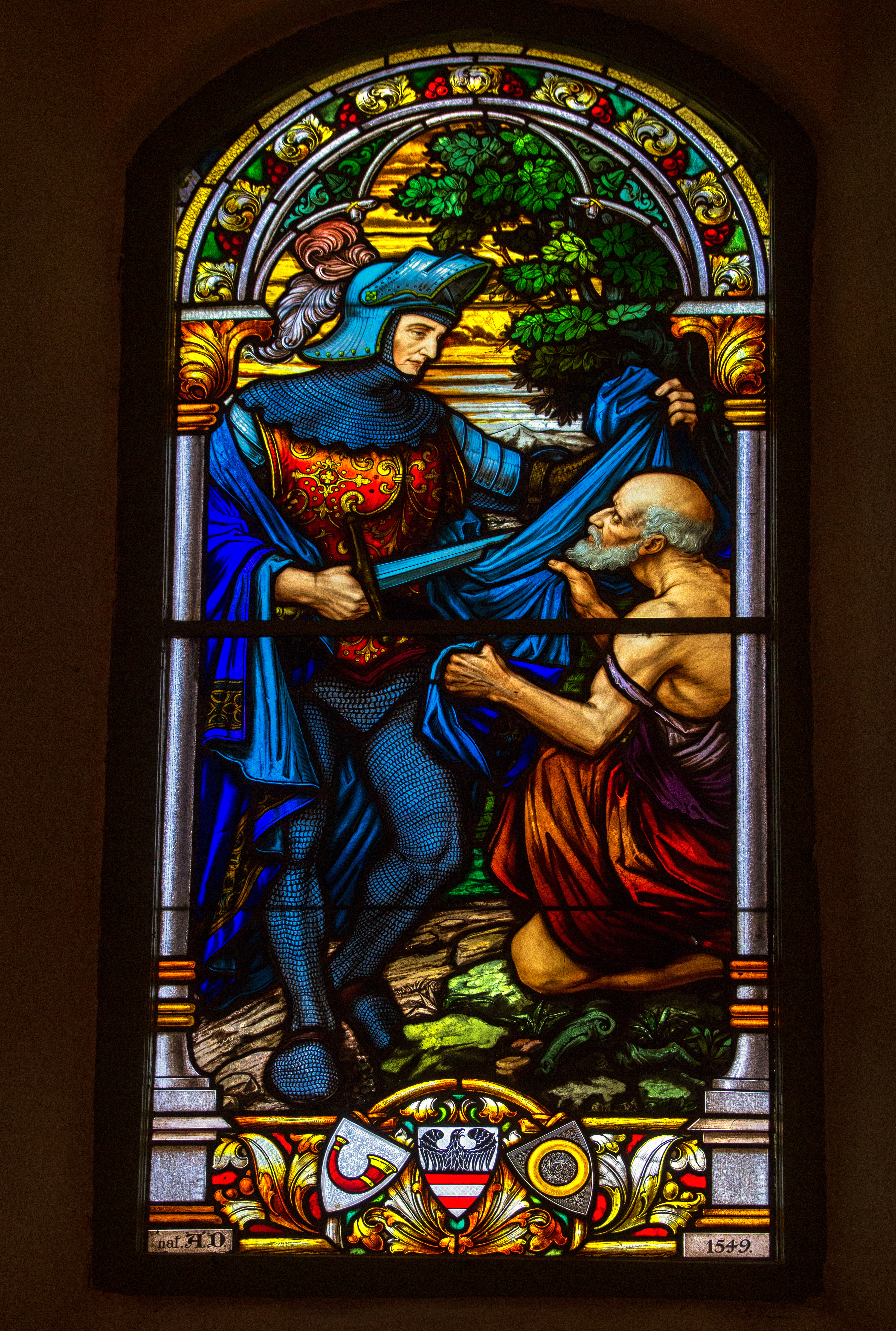
Allegorie der Gutmütigkeit
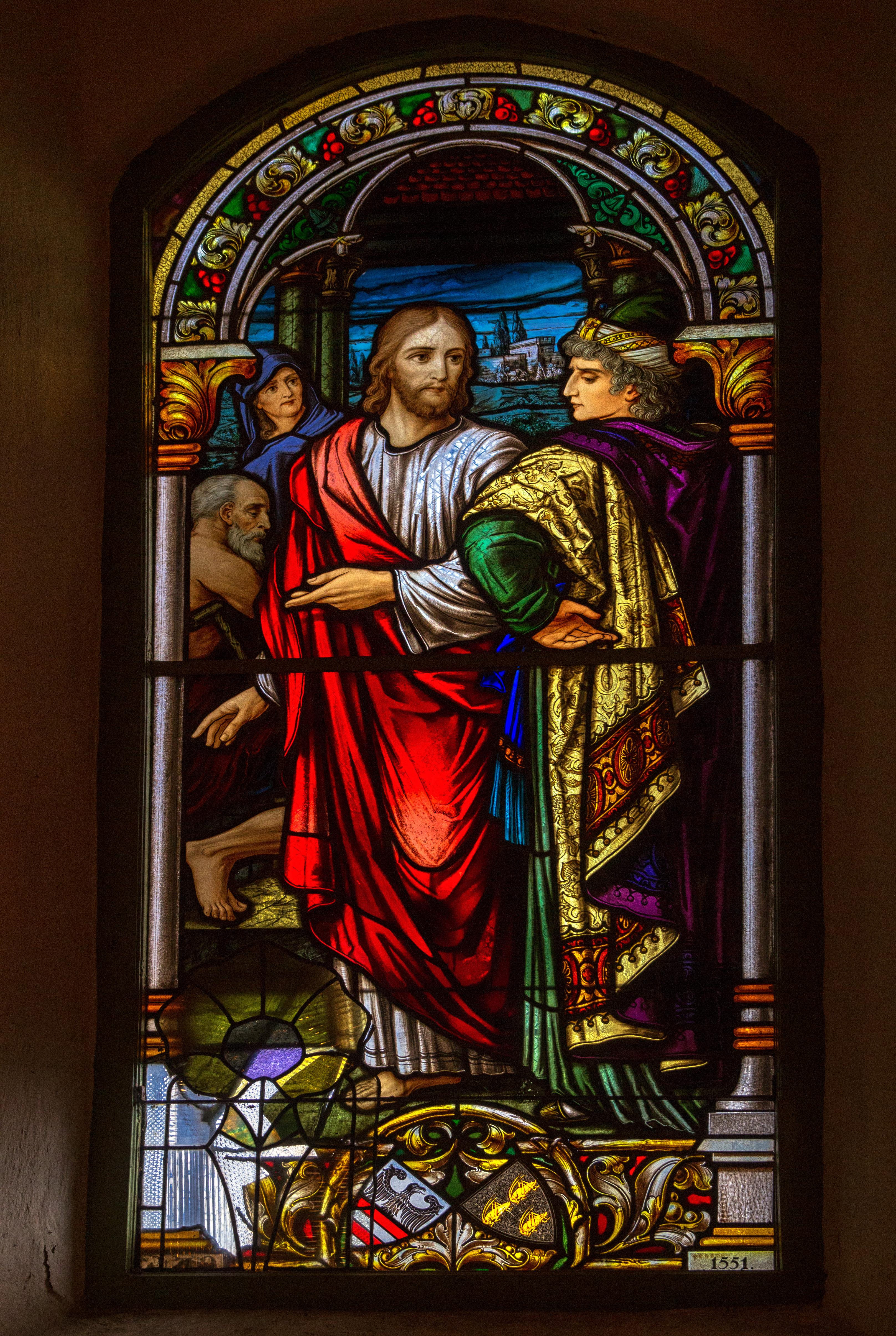
Der Reiche und Lazarus
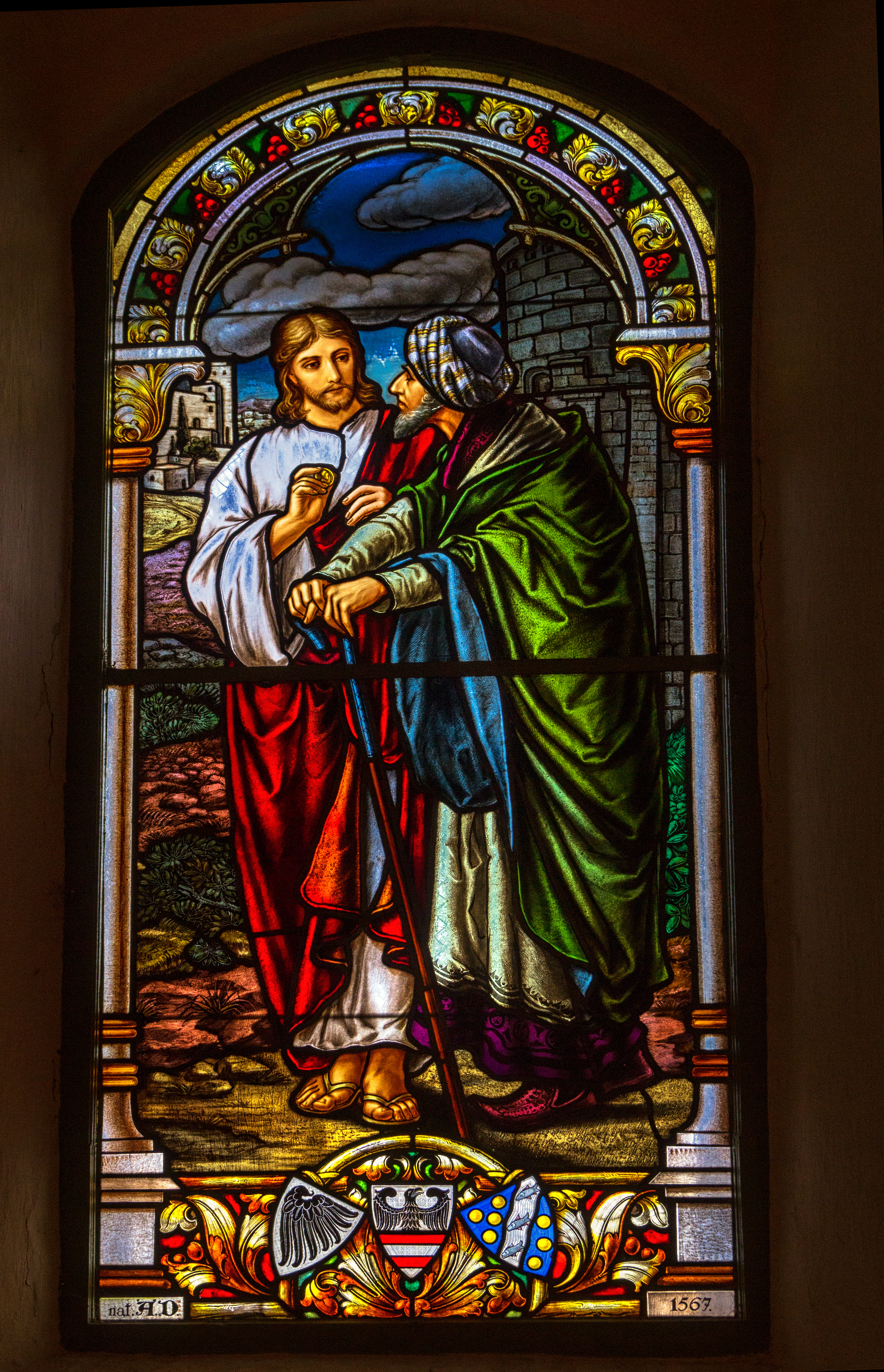
Nikodemus sucht Jesus
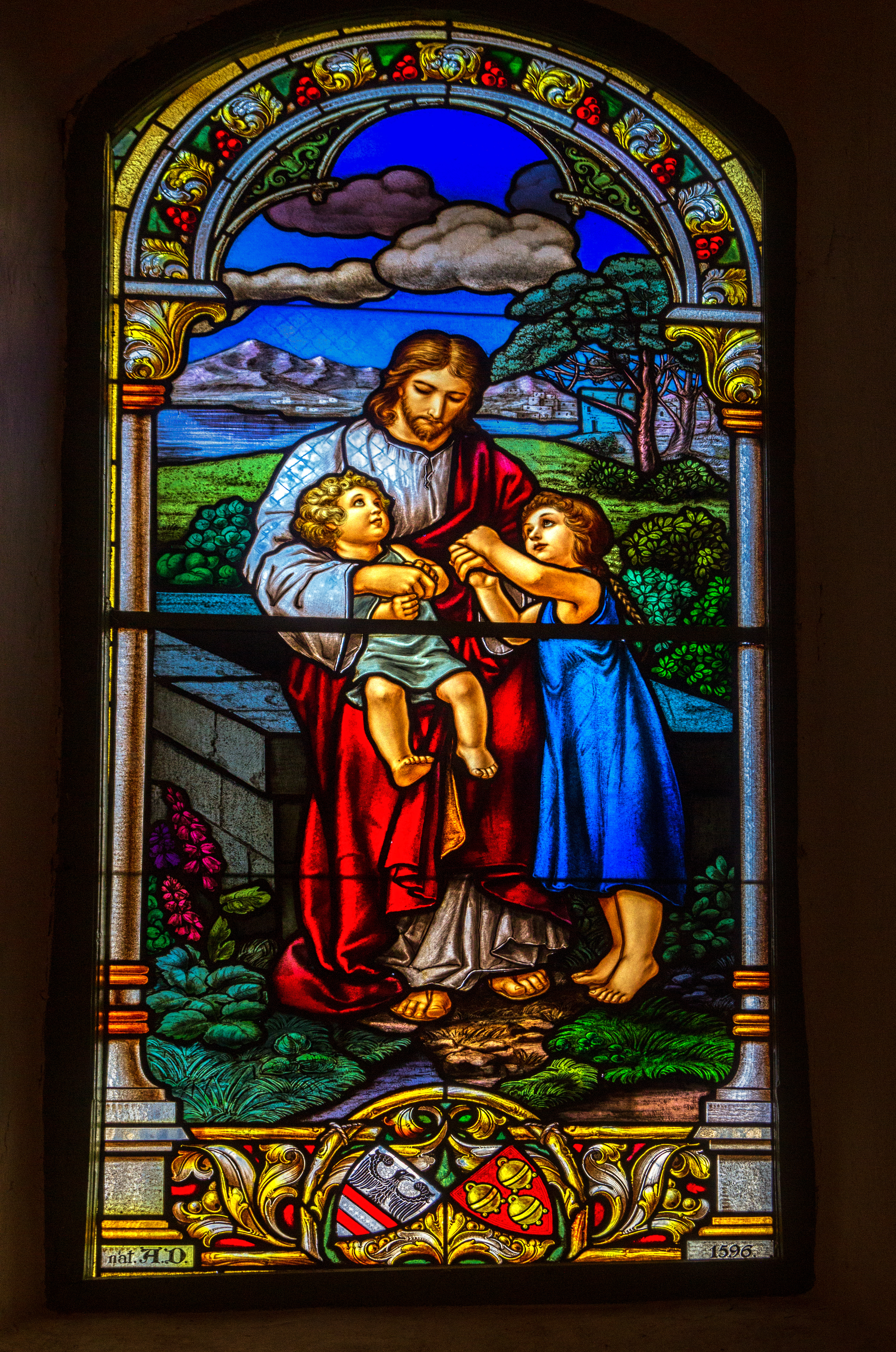
Christus segnet die Kinder
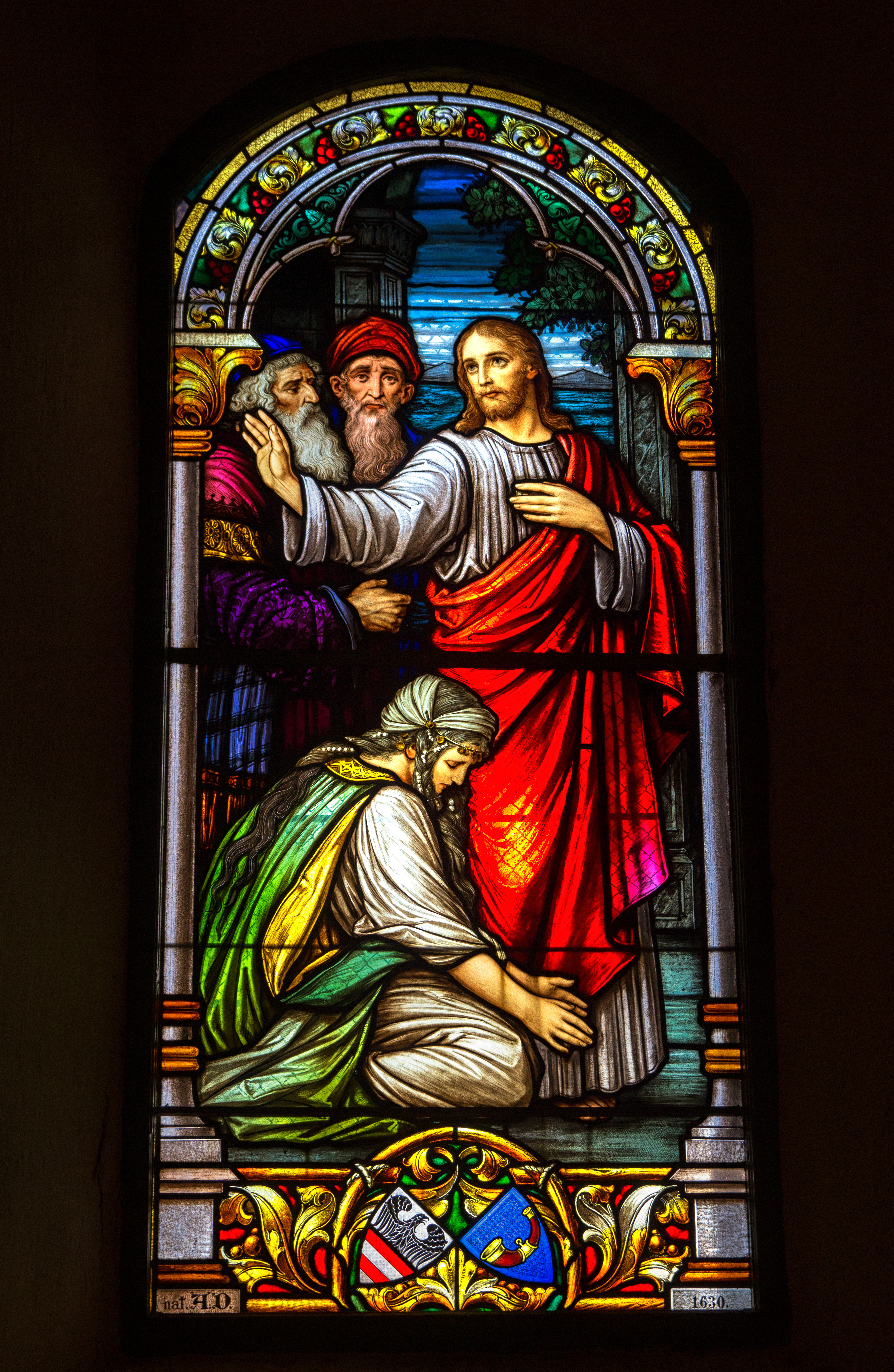
Christus und die Sünderin
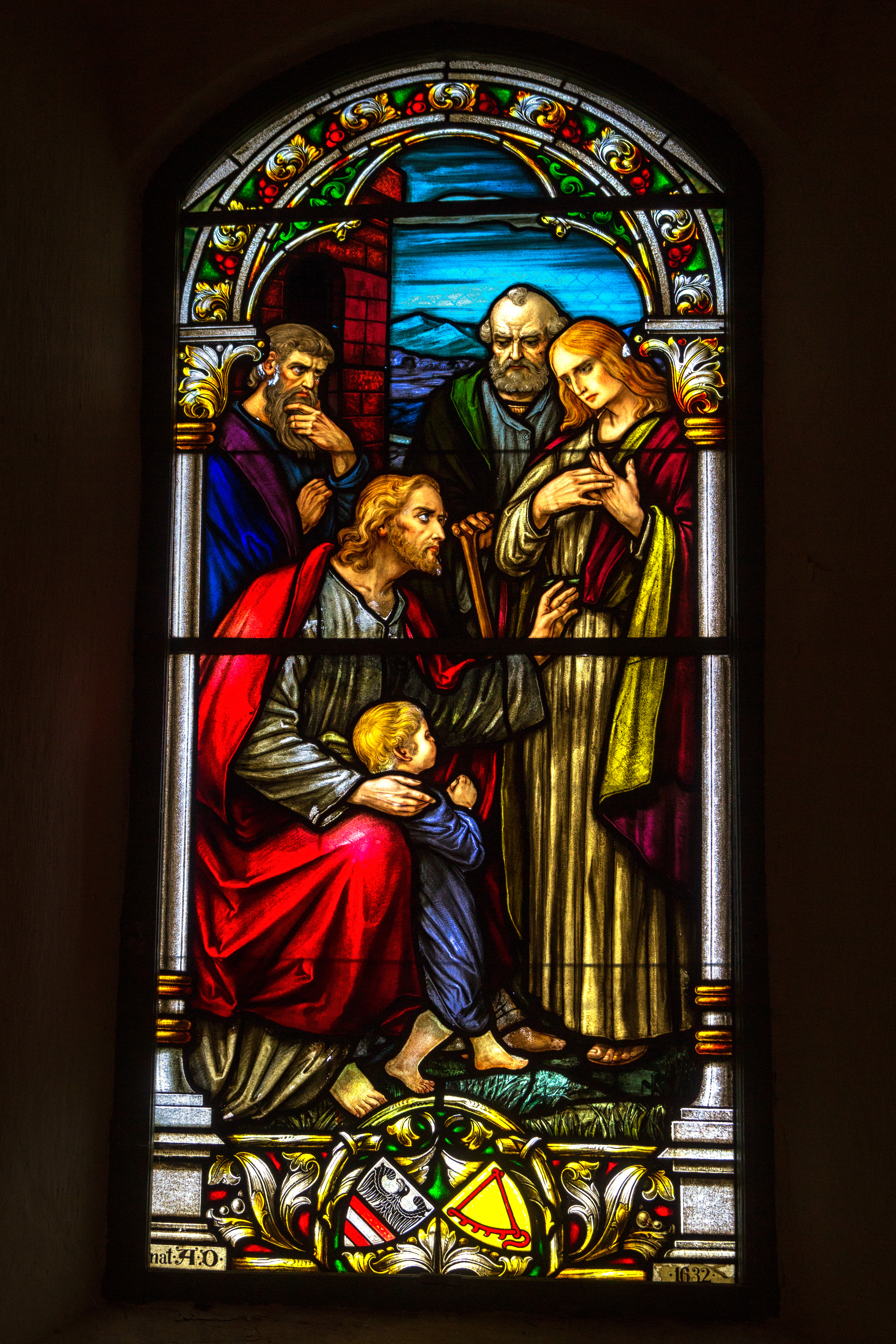
Wer erreicht das Himmelreich
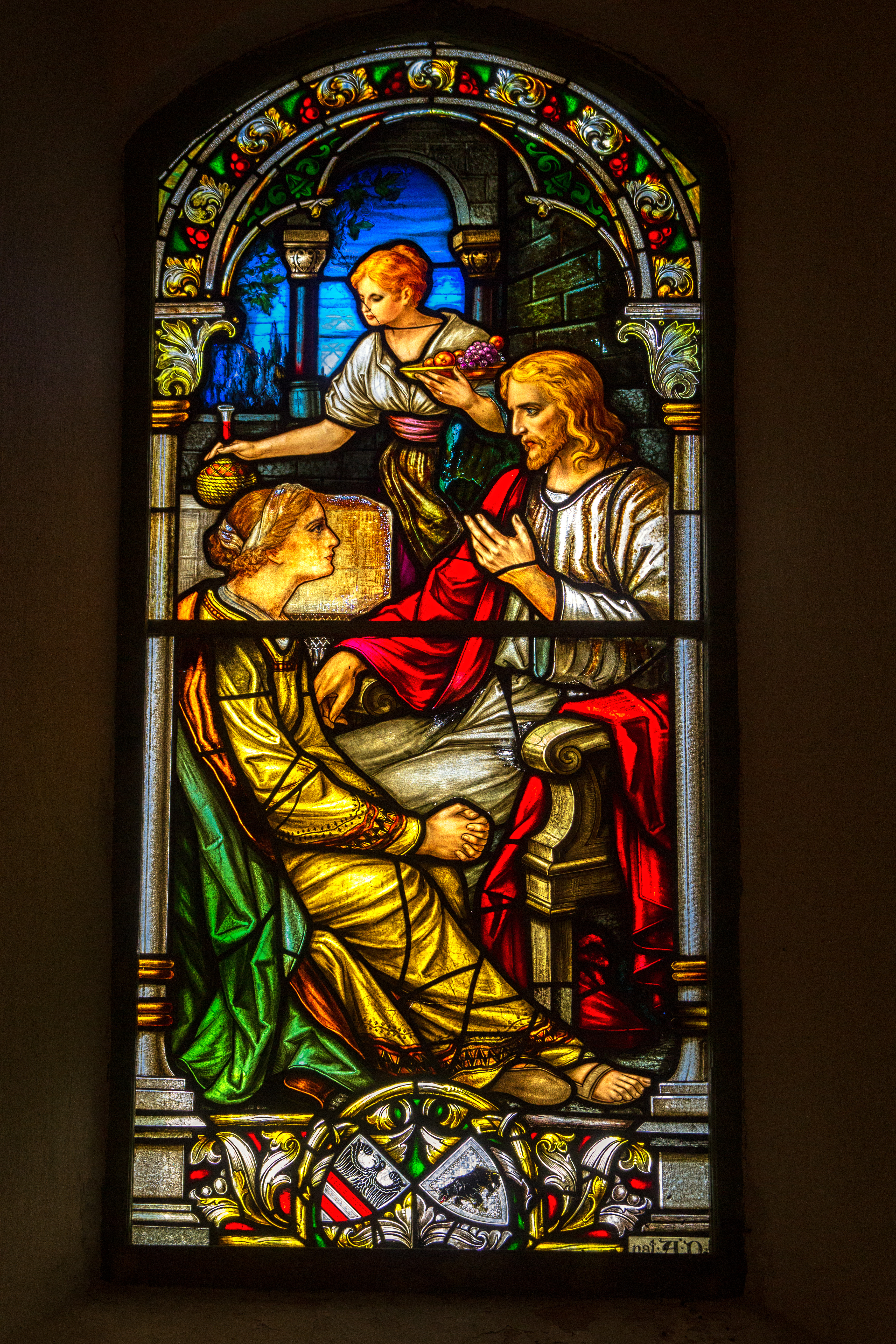
Martha und Maria
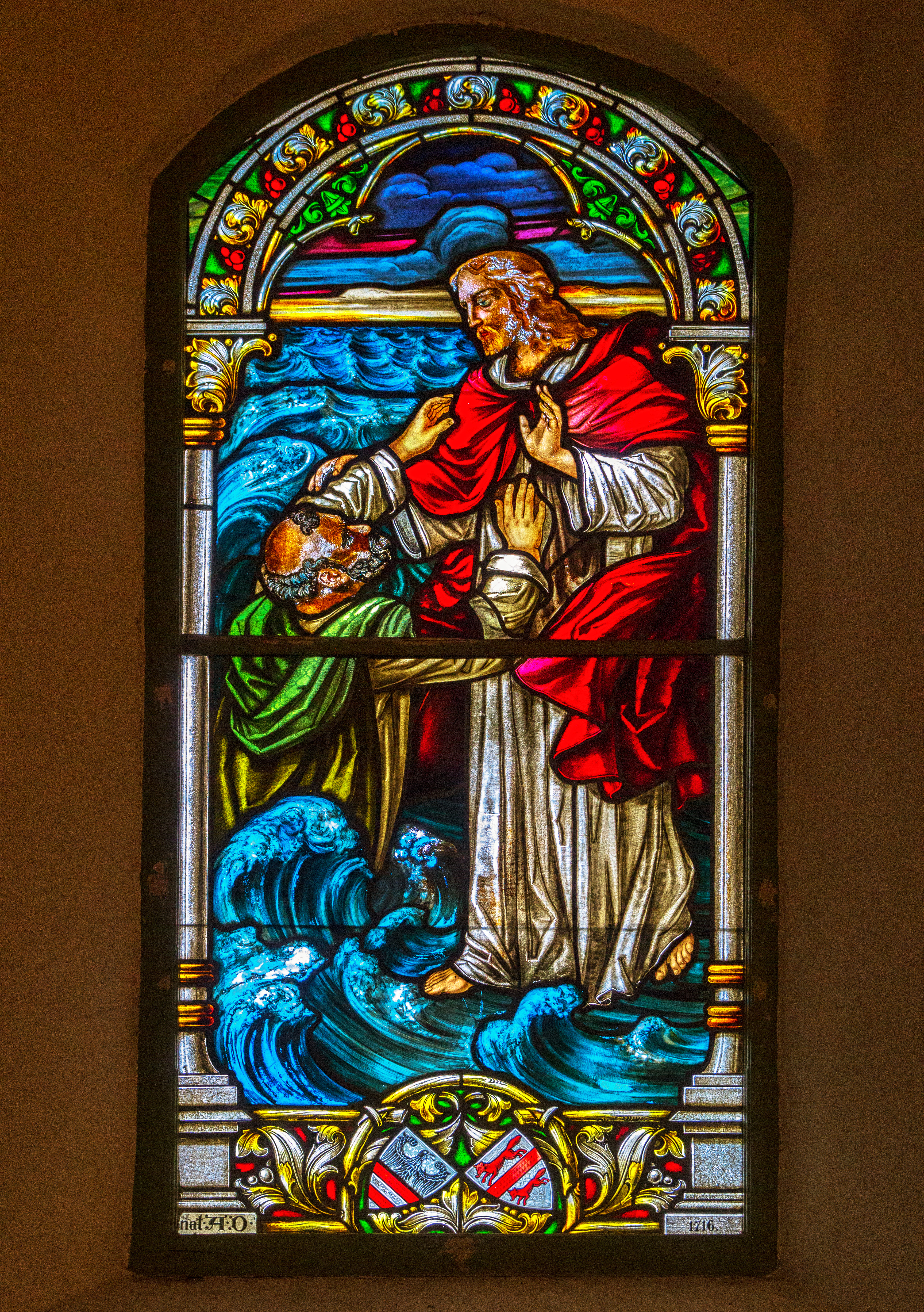
Christus und Petrus auf See
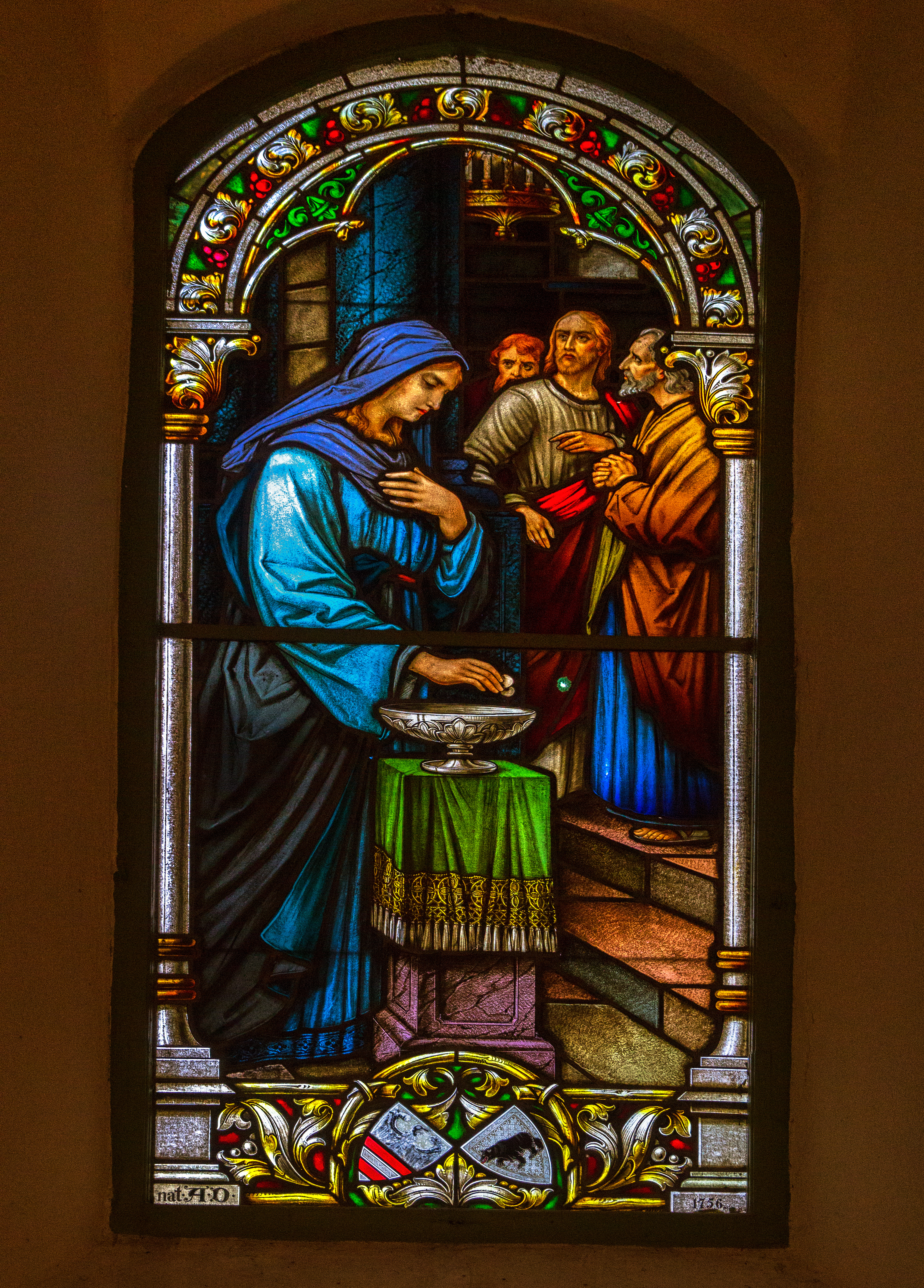
Spende der Witwe
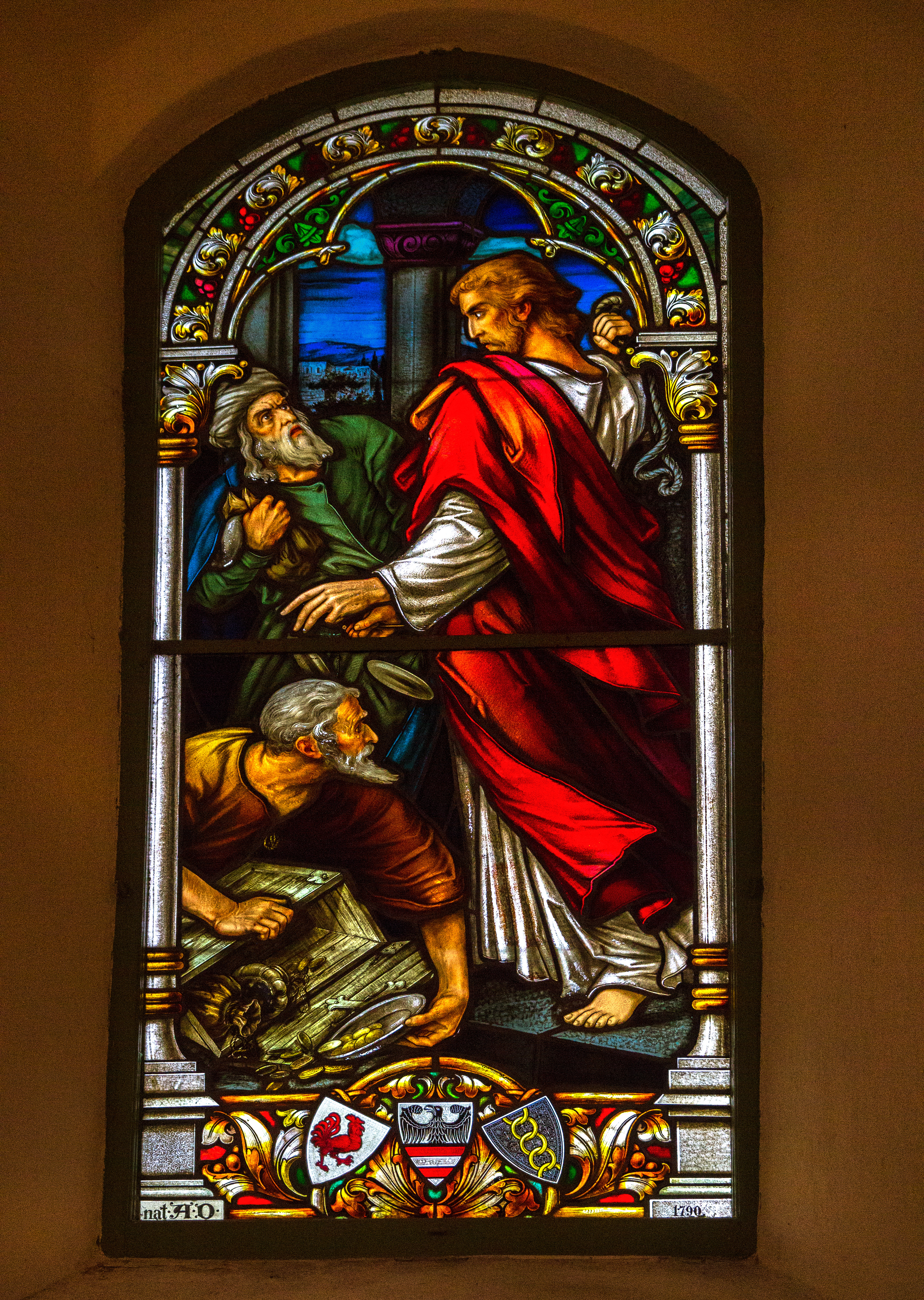
Reinigung des Tempels
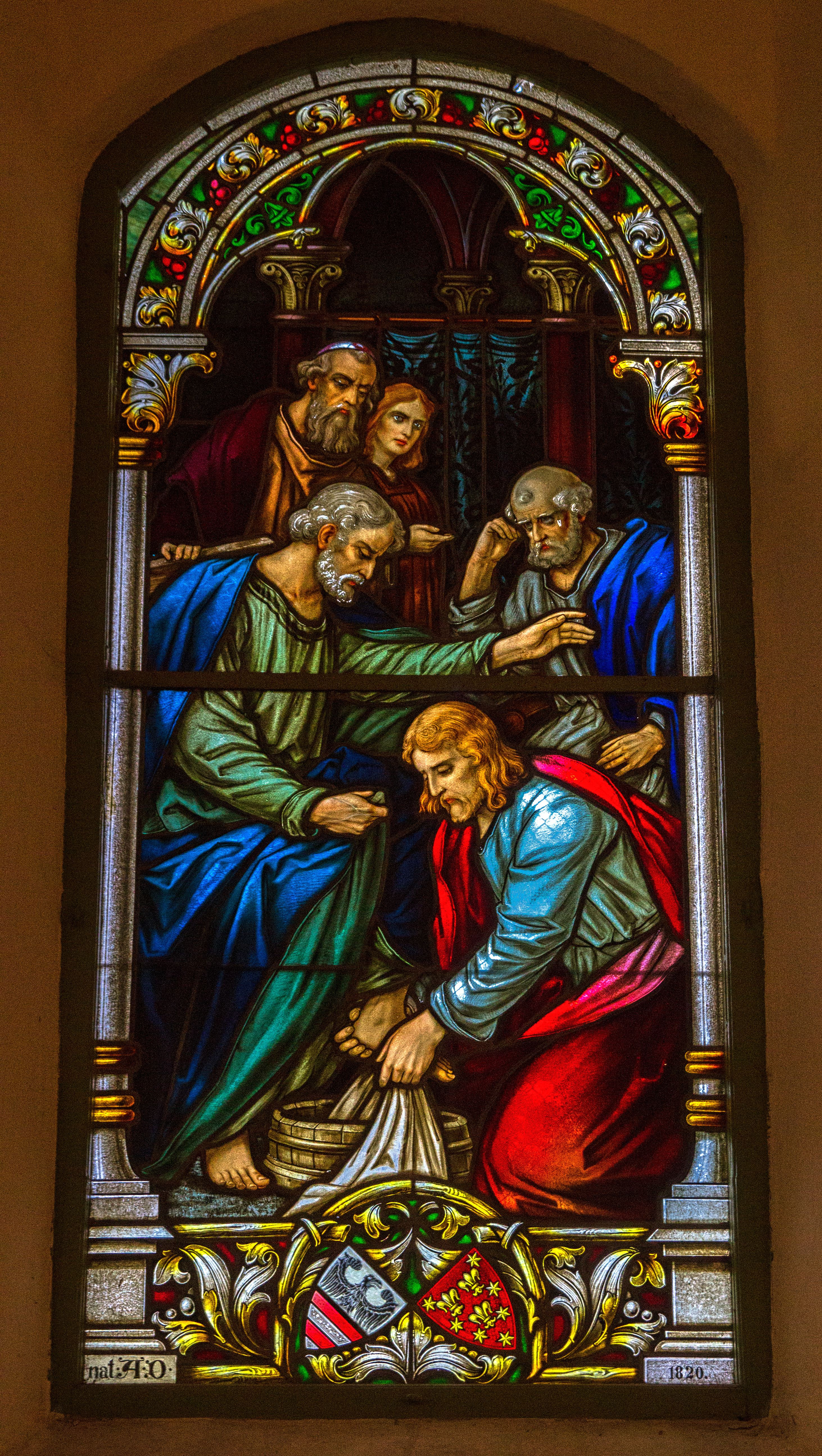
Fußwaschung
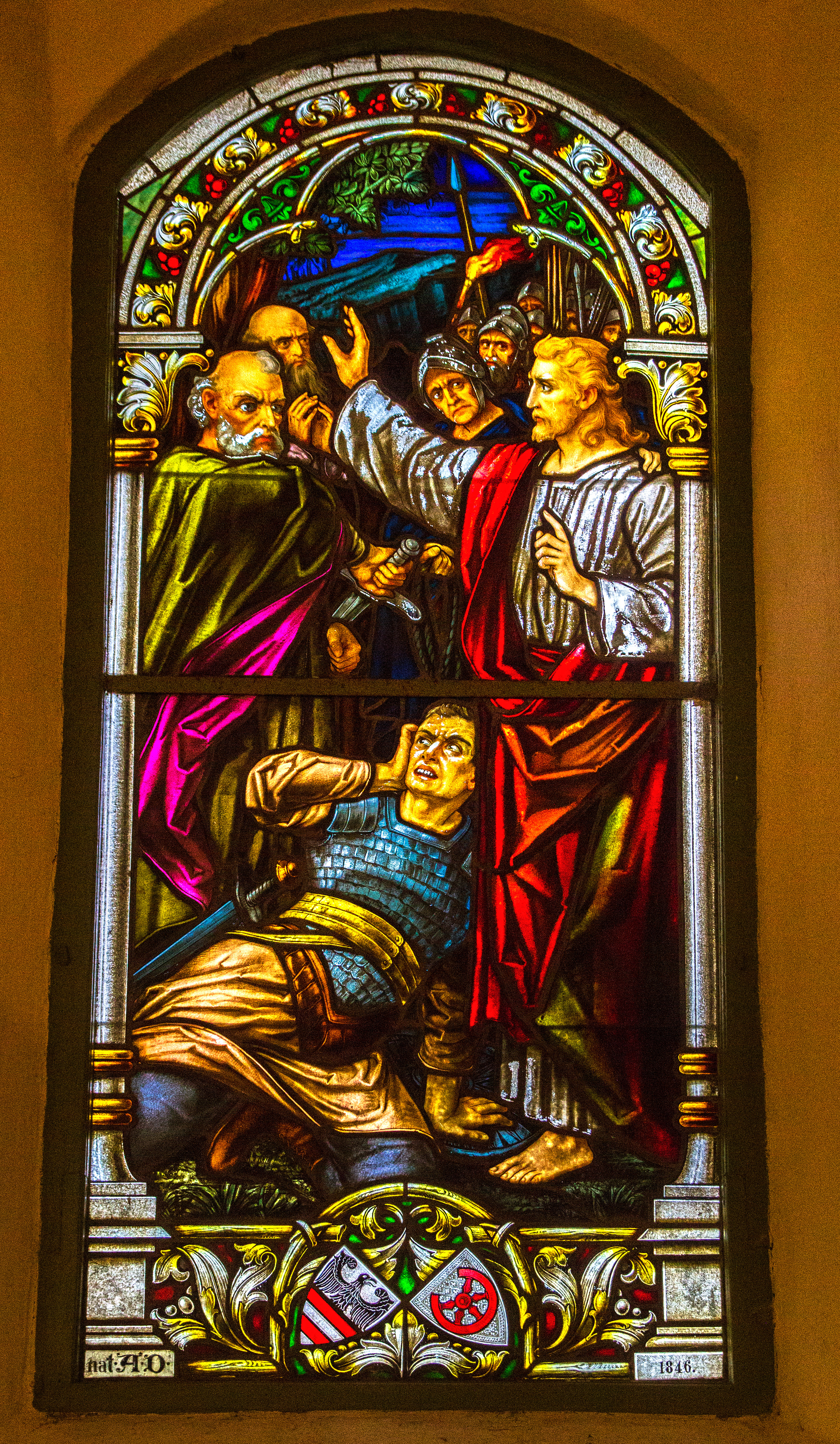
Gefangennahme

## Die Kirchengemeinde in der Vergangenheit
1938 bestand die Gemeinde aus 4400 Mitgliedern. In diesem Jahr gab es 72 Taufen, 89 Konfirmationen (einschließlich der Gemeinde in Rudbārži (Rudbahren)), 36 Hochzeiten und 54 Beerdigungen. Zum Abendmahl gingen 27 % der Gemeindemitglieder.

## Die heutige Kirchengemeinde
In der Folge des Hitler-Stalin-Paktes wurden die deutschen Gemeindemitglieder im Jahr 1939 umgesiedelt. Danach wurden die Kirche, das Pastorat und dazugehörige Ländereien an den lettischen Staat übergeben. Nach der Loslösung des lettischen Staates von der Sowjetunion durften die Gemeinden die Rückerstattung des ehemaligen Kirchenbesitzes vom lettischen Staat erwirken. Da die Kirchengemeinde Valtaiķi ebenso wie die Kirchengemeinde Aizpute unabhängig von der Landeskirche (LELB) (autonoma draudze) ist, gab es eine gerichtliche Auseinandersetzung über die Eigentumsrechte. Dabei wurde der Landeskirche der Besitz zugesprochen. Die Pachteinnahmen aus 14 Hektar Land können daher nicht zur Alimentierung des Pastors verwendet werden. Auch die Stiftungen aus Deutschland, die der Kirchengemeinde Valtaiķi ermöglichten, das Gebäude im Jahr 2002 zu restaurieren, sind damit ebenfalls in den Besitz der Landeskirche übergegangen.